# Хенри Полик II
Хенри Полик II (на английски: Henry Polic II) (20 февруари 1945 г. – 11 август 2013 г.) е американски актьор. Познат е с ролята си на Джери Силвър в ситкома „Уебстър“, а от началото на 90-те години до смъртта си е най-известен като гласа на Плашилото в „Батман: Анимационният сериал“.
Умира на 11 август 2013 г. от рак.